# Sándorfalva
Sándorfalva es una ciudad húngara perteneciente al distrito de Szeged en el condado de Csongrád, con una población en 2012 de 7953 habitantes.
La localidad fue fundada en 1879 sobre una finca de la familia Pallavicino, quienes acogieron aquí a numerosos habitantes del vecino pueblo de Algyő cuando el pueblo fue destruido en una gran crecida del Tisza. En 1882 se construyó la iglesia y con el paso de los años se fue creando una localidad con plan hipodámico. Adquirió el estatus de pueblo mayor en 1970 y el de ciudad en 2005.
Se ubica en la periferia septentrional de la capital condal y distrital Szeged, separada de dicha ciudad por el lago Fehér.